# Isham Talbot
Isham Talbot, född 1773 i Bedford County, Virginia, död 25 september 1837 nära Frankfort, Kentucky, var en amerikansk politiker. Han representerade delstaten Kentucky i USA:s senat 1815–1819 och 1820–1825.
Talbot studerade juridik och inledde sin karriär som advokat i Kentucky. Han inledde sin politiska karriär som demokrat-republikan. Han var ledamot av delstatens senat 1812–1815.
Senator Jesse Bledsoe avgick 24 december 1814 och Talbot tillträdde 1815 som ledamot av USA:s senat. Han efterträddes 1819 av William Logan. Senator Logan avgick 1820 och Talbot tillträdde på nytt som senator. Han var en anhängare av John Quincy Adams och Henry Clay under sin andra mandatperiod i senaten. Talbot efterträddes 1825 av John Rowan.
Talbot avled 1837 och gravsattes på Frankfort Cemetery i Frankfort.